# Finale Europees kampioenschap voetbal 1976
De finale van het Europees kampioenschap voetbal 1976 werd gehouden op 20 juni 1976 in het Rode Ster-stadion in Belgrado. West-Duitsland bereikte voor de tweede keer op rij de finale. Vier jaar eerder werden de West-Duitsers Europees kampioen, ditmaal verloren ze na strafschoppen van Tsjecho-Slowakije.

## Wedstrijdverslag
Tsjecho-Slowakije begon het best aan de wedstrijd. Na minder dan een half uur stonden de Tsjecho-Slowaken met 2-0 voor. West-Duitsland reageerde via een goal van Dieter Müller. Pas in de laatste minuten van de partij kwamen de titelverdedigers op gelijke hoogte. De kleine aanvaller Bernd Hölzenbein zorgde voor de 2-2. In de verlengingen werd er niet gescoord en dus brachten strafschoppen de beslissing. Bij de vierde strafschop voor West-Duitsland ging Uli Hoeneß in de fout. Hij joeg de bal over het doel en zag hoe even later Antonín Panenka de beslissende penalty omzette.

## Panenka
De beslissende strafschop werd genomen door Antonín Panenka, een middenvelder van Bohemians Praag. Terwijl de ervaren doelman Sepp Maier naar de linkerhoek dook, plaatste Panenka de bal met een stift in het midden van het doel. Het was een risicovolle trap die Panenka op slag wereldberoemd maakte. Gelijksoortige strafschoppen worden sindsdien een "Panenka-strafschop" genoemd.

### Wedstrijdgegevens
|                                               |                                      |              |                              |                                                                                         |
| 20 juni 1976 «onderlinge duels» 20:15 (UTC+1) | Tsjecho-Slowakije                    | 2 – 2 (n.v.) | West-Duitsland               | Rode Sterstadion, Belgrado Toeschouwers: 30.800 Scheidsrechter: Sergio Gonella (Italië) |
| 20 juni 1976 «onderlinge duels» 20:15 (UTC+1) | Švehlík 8' Dobiaš 25'                |              | 28' Müller 89' Hölzenbein    | Rode Sterstadion, Belgrado Toeschouwers: 30.800 Scheidsrechter: Sergio Gonella (Italië) |
| 20 juni 1976 «onderlinge duels» 20:15 (UTC+1) | Strafschoppen                        |              |                              | Rode Sterstadion, Belgrado Toeschouwers: 30.800 Scheidsrechter: Sergio Gonella (Italië) |
| 20 juni 1976 «onderlinge duels» 20:15 (UTC+1) | Masný Nehoda Ondruš Jurkemik Panenka | 5 – 3        | Bonhof Flohe Bongartz Hoeneß | Rode Sterstadion, Belgrado Toeschouwers: 30.800 Scheidsrechter: Sergio Gonella (Italië) |

| Tsjecho-Slowakije | West-Duitsland |

| Tsjecho-Slowakije: |    |                   |          |
|                    |    |                   |          |
| GK                 | 1  | Ivo Viktor        |          |
| RB                 | 5  | Ján Pivarník      |          |
| CB                 | 4  | Anton Ondruš      |          |
| CB                 | 12 | Koloman Gögh      |          |
| LB                 | 3  | Jozef Čapkovič    |          |
| CM                 | 2  | Karol Dobiaš      | 55' 109' |
| CM                 | 8  | Jozef Móder       | 59'      |
| AM                 | 7  | Antonín Panenka   |          |
| RW                 | 10 | Marián Masný      |          |
| CF                 | 8  | Jozef Móder       | 59'      |
| LW                 | 11 | Zdeněk Nehoda     |          |
| Wisselspelers:     |    |                   |          |
| DF                 | 6  | Ladislav Jurkemik | 79'      |
| MF                 | 16 | František Veselý  | 109'     |
| Coach:             |    |                   |          |
| Václav Ježek       |    |                   |          |

| West-Duitsland: |    |                          |     |
|                 |    |                          |     |
| GK              | 1  | Sepp Maier               |     |
| RB              | 2  | Berti Vogts              |     |
| CB              | 5  | Franz Beckenbauer        |     |
| CB              | 4  | Hans-Georg Schwarzenbeck |     |
| LB              | 3  | Bernard Dietz            |     |
| CM              | 6  | Herbert Wimmer           | 46' |
| CM              | 7  | Rainer Bonhof            |     |
| AM              | 10 | Erich Beer               | 80' |
| RW              | 8  | Uli Hoeneß               |     |
| CF              | 9  | Dieter Müller            |     |
| LW              | 11 | Bernd Hölzenbein         |     |
| Wisselspelers:  |    |                          |     |
| CM              | 14 | Hans Bongartz            | 80' |
| CM              | 15 | Heinz Flohe              | 46' |
| Coach:          |    |                          |     |
| Helmut Schön    |    |                          |     |